# Jedrilac
Jedrilac (Argonauta argo) jest glavonožac otvorena mora poznat po vrlo tankoj kućici koju stvara samo ženka za nošenje jaja. Zbog tanke kućice vrstu nazivaju i papirnatim Nautilusom. Vrsta je kozmopolitska i rasprostranjena u tropskim i suptropskim morima svijeta, a patuljasta forma te vrste nađena je i u Sredozemnom moru. U jedrilca ženka može biti veličine i do 45 cm, a mužjak samo 2 cm. Tijekom kopulacije u mužjaka se otkine hektokotil i zatim još neko vrijeme ostane pokretljiv u plaštanoj šupljini ženke. Zbog toga su znanstvenici najprije mislili da je nametnik i nazvali su ga Hectocotylus. Danas se taj pojam rabi za kopulatorni krak svih glavonožaca.